# Fangqiang (köpinghuvudort i Kina, Jiangsu Sheng, lat 33,38, long 120,43)
Fangqiang är en köpinghuvudort i Kina. Den ligger i provinsen Jiangsu, i den östra delen av landet, omkring 210 kilometer nordost om provinshuvudstaden Nanjing. Antalet invånare är 24 132. Befolkningen består av 12 747 kvinnor och 11 385 män. Barn under 15 år utgör 11,0 %, vuxna 15-64 år 72 %, och äldre över 65 år 15,0 %.
Runt Fangqiang är det tätbefolkat, med 369 invånare per kvadratkilometer. Närmaste större samhälle är Xinfeng, 12,6 km söder om Fangqiang. Trakten runt Fangqiang består till största delen av jordbruksmark.
Genomsnittlig årsnederbörd är 985 millimeter. Den regnigaste månaden är juli, med i genomsnitt 237 mm nederbörd, och den torraste är januari, med 21 mm nederbörd.